# Nikitas Stamatelopoulos

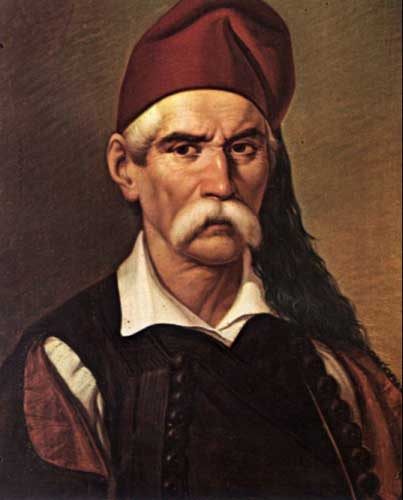
Nikitas Stamatelopoulos (Nikitaras).

Nikitas Stamatelopoulos (em grego:  Νικήτας Σταματελόπουλος) (1784– Pireu, 1849), ou Nikitasas (em grego:  Νικηταράς), o nome de guerra que usou, foi um revolucionário grego que lutou a favor da independência da Grécia na Guerra de independência da Grécia.
Devido aos seus dotes em combate, ficou conhecido como "Τουρκοφάγος" (Tourkofagos) ou Turksbane, literalmente o "come turcos". Foi um dos principais chefes do levantamento armado de 1821 que terminou na criação do Estado nacional grego em 1829 (na antiguidade os gregos nunca formaram um estado nacional, e durante o medievo se identificaram como "romanos"). 